# マンキエ・エクレオ事件

赤丸がマンキエ・エクレオ諸島の大まかな位置。

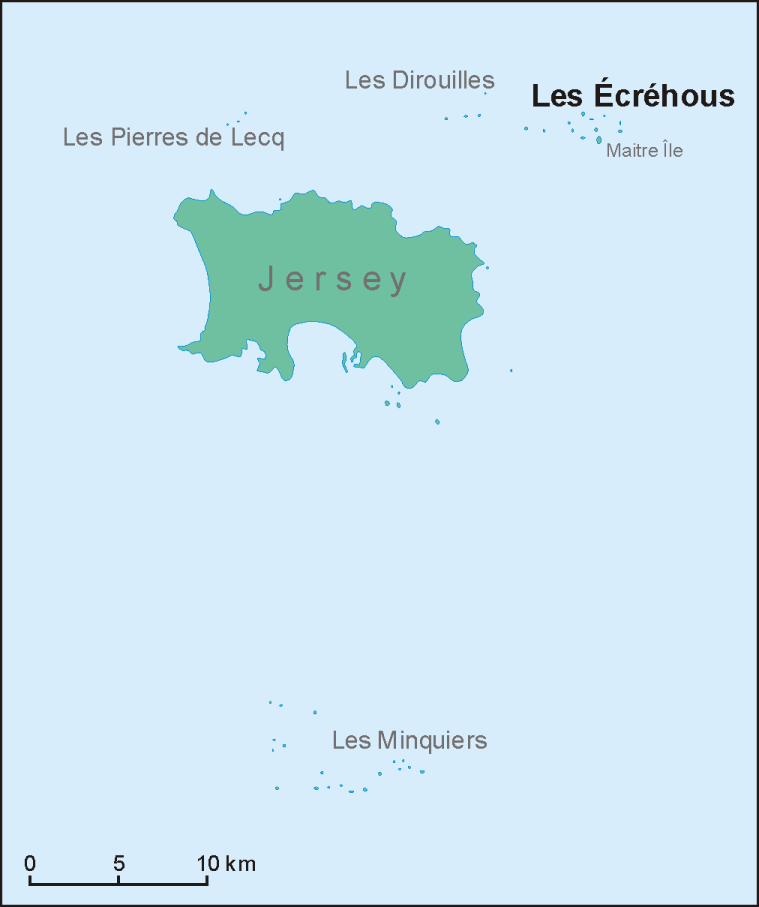
マンキエ（Les Minquiers）とエクレオ（Les Écréhous）の地図。

マンキエ・エクレオ事件（マンキエ・エクレオじけん、英語:The Minquiers and Ecrehos case、フランス語:Affaire des Minquiers et des Écréhous）は、イギリスのチャンネル諸島とフランス海岸との間にあるマンキエ・エクレオ諸島の領有権をめぐってイギリスとフランスが争った国際紛争である。19世紀末以来英仏間で帰属が争われていたが、1950年に裁判によって解決することで合意し、1951年に両国は国際司法裁判所（以下ICJ）に訴えを提起した。ICJは両国の提出した証拠を検討した結果、イギリスの実効的占有による権原の主張を認め、マンキエ・エクレオ諸島がイギリスに帰属する旨の判決を下した。

## 経緯
マンキエとエクレオは、イギリス領ジャージー島とフランス本土との間にある小島群である。イギリスとフランスはこのマンキエ・エクレオ諸島の領有をめぐって19世紀末以来争ってきた。そこで両国は1950年12月29日マンキエ・エクレオ等の領有権をめぐる紛争を裁判によって解決することについて特別合意協定を締結し、1951年12月5日にICJに訴えを提起した。両国の合意によるとICJへの請求の内容は、マンキエ・エクレオの島嶼と岩礁が領有の対象になりうる限りにおいて、それらに対する主権は両国のいずれに帰属するか、であった。

## 両国の主張
英仏両国はいずれも、古来のないしは原初的権原（ancient or original title）または実効的占有による権原にもとづく領有権を主張した。両国の主張は以下の通り。
 イギリス
- ノルマンディー公ウィリアムによる1066年のイングランド征服に基づく領域権原を主張[5]。古文書にもとづき、マンキエ・エクレオ諸島を含めたチャンネル諸島が大陸ノルマンディーとは区別されていたと主張[5]。
- 決定的期日は1950年の特別合意協定の締結日であると主張[6]。

 フランス
- フランス王による1204年のノルマンディー征服に基づく領域権原を主張[5]。イギリス国王はフランス王の家臣であったノルマンディー公の資格でフランスの封地を保有していたにしかすぎず、1202年のフランスの裁判によってイギリス国王が保有していたすべての封地は没収されたと主張[5]。
- 決定的期日は1839年の英仏漁業協定の締結日であると主張[6]。

## 判決
1953年11月17日、ICJは判決を下した。その要旨は以下の通り。
- 歴史的論争

両国はマンキエ・エクレオ諸島に対する古来のないしは原初的権原を有し、権原は常に維持されて失われることはなかったと主張している。したがって本件は無主地の主権取得に関する紛争ではない。両国が援用する中世の諸条約はいずれの国の主張を立証するにも十分なものではない。ICJが両国の主張する歴史的論争に立ち入る必要はない。フランス王がチャンネル諸島に対する封建的権原を有していたとしても、その権原は1204年以降の出来事の結果失効してしまったはずで、後世の法に基づき有効な権原に代替されていない限り、今日ではいかなる法的効果も生じないからである。いずれの国がマンキエ・エクレオに対する主権を有するかは、中世の出来事に基づく間接的な推定ではなく、島群の占有に直接関連する証拠によって決定されるべきである。
- 決定的期日（#決定的期日に関する学説も参照）

英仏漁業協定が定めた共同漁業水域は島群の主権帰属の問題には関係ないものであり、1839年の英仏漁業協定締結時には島群の主権に関する紛争はいまだ発生していなかった。紛争が発生したのはフランスが主権を初めて主張したとき、エクレオについては1886年、マンキエについては1888年である。しかし本件の特殊事情から、当事国の法的立場を改善する意図でなされた措置でない限り、ICJは考慮すべきである。
- エクレオの主権帰属

19世紀はじめからカキ漁の重要性が増していくにつれて、エクレオとジャージーの関係は緊密なものとなり、ジャージー当局はエクレオに関して様々な措置をとってきた。そのようなジャージー当局による措置のうちでも特に、司法権、地方行政権、立法権の行使に関する行為に証拠価値が認められる。一方でフランスは、1886年に主権を主張するまでに、有効な権原を保持していたことを示す証拠を提出していない。両国の主権主張の相対的な力を評価すると、エクレオに対する主権はイギリスに帰属する。
- マンキエの主権帰属

エクレオについて提出された同一の性質の証拠から、イギリスは19世紀のかなりの期間と20世紀において、マンキエに対して国家的機能を行使してきたと認められる。フランスはマンキエがフランス領ショーゼー諸島の属島と扱われてきたと主張するが、そうしたことは確認できない。主権者として行動しようとするフランスの十分な意思を確認することはできず、19世紀から20世紀にかけてのフランスの行為は国家的機能の発言を含むものとみなすことはできない。フランスが主権を主張したのは1888年になってからである。マンキエに対する主権はイギリスに帰属する。

## 決定的期日に関する学説
決定的期日またはクリティカル・デートとは、紛争発生後に自国の立場を有利にするために意図して作り出された事実を証拠として排除し、紛争がどの段階で成熟したかを決定する基準として国際裁判で用いられる。特に領域紛争において問題とされることが多い。国際裁判所により決定的期日が定められると、決定的期日よりも以前に存在した事実・行為に限って証拠力が認められ、特殊な事情がない限り決定的期日以降に当事国が自国の立場を有利にするために行った行為の証拠力が否定されることとなる。このマンキエ・エクレオ事件では、こうした決定的期日が定められたか否かについて学説上の争いがある。決定的期日が定められなかったとする立場では、マンキエ・エクレオ事件においては紛争発生以前から徐々に国家活動が展開され、紛争発生後も中断することなく継続しているという特殊事情にかんがみ、条件付きながら決定的期日以降の行為についても考慮するという立場をとったとして、ICJは決定的期日の選定に意義を認めなかったと解する。これに対して決定的期日が設定されたとする立場では、フランスが主権を主張し紛争が発生するまで国家活動は漸進的に展開されてきたという特殊事情から、紛争発生以後の行為であっても「当事国の法的立場を改善する意図でなされた措置でない限り」考慮するとしたのであり、紛争発生時である1886年と1888年を決定的期日として設定したと解する。